# Goianá
Goianá is een gemeente in de Braziliaanse deelstaat Minas Gerais. De gemeente telt 3.846 inwoners (schatting 2009).

## Aangrenzende gemeenten
De gemeente grenst aan Chácara, Coronel Pacheco, Piau, Rio Novo en São João Nepomuceno.